# Raoul
Raoul ist ein männlicher Vorname.
Er ist die französische Namensform von Radulf, Rudolf und Ranulph.

## Namensvarianten
- Raul – spanisch

## Namensträger
Mittelalter
- Radulf von Bourges (ca. 800–866), Erzbischof in Bourges
- Rodulfus Glaber (* ca. 985–1047), burgundischer Benediktiner-Mönch, Historiker und Hagiograph
- Raoul d’Ivry (* vor 996; † nach 1015), Halbbruder von Richard I., Herzog der Normandie
- Radulf der Zisterzienser, französischer Zisterziensermönch im 12. Jahrhundert
- Raoul I. de Brienne (1302–1344), Sohn von Johann III., Graf von Eu
- Raoul II. de Brienne († 1350), Sohn von Raoul I. de Brienne, Graf von Eu und Guînes
- Raoul I. de Coucy (* nach 1142; † 1191), Herr (Sire) von Coucy, Marle, Vervins, Pinon, Crépy, Crécy und La Fère
- Raoul I. de Gaël (ca. 1040–1096), Herr von Gaël und Montfort, sowie 2. Earl von Norfolk und Suffolk
- Raoul de Grosparmy († 1270), römisch-katholischer Bischof und Kardinal
- Raoul I. (Soissons) († 1236), Graf von Soissons aus dem Haus Nesle
- Raoul II. Sores († 1282), Marschall von Frankreich
- Raoul I. de Tosny († vor 1024), das erste Mitglied des Hauses Tosny, das diesen Namen trug
- Raoul II. de Tosny (* vor 1040; † 1102), anglonormannischer Baron zur Zeit Wilhelm des Eroberers
- Raoul III. de Tosny († um 1106), anglonormannischer Banro zur Zeit Heinrichs I.
- Raoul de Houdan (* ca. 1265 bis 1270y; † vermutlich 1230), französischer Dichter in altfranzösischer Sprache

Neuzeit
- Raoul Abdul (1929–2010), US-amerikanischer Opernsänger (Bariton), Gesangslehrer, Musikkritiker und Autor
- Raoul Alster (1899–1962), deutschsprachiger Schauspieler, Regisseur und Theaterdirektor in der Schweiz
- Raoul Aslan (1886–1958), Schauspieler und Burgtheaterdirektor
- Raoul Bott (1923–2005), US-amerikanischer Mathematiker
- Raoul Bova (* 1971), italienischer Filmschauspieler und Fotomodell
- Raoul Cauvin (1938–2021), belgischer Comicautor
- Raoul Coutard (1924–2016), französischer Kameramann und Fotograf
- Raoul Dautry (1880–1951), französischer Ingenieur und Politiker
- Raoul von Dombrowski (1833–1896), österreichischer Forstwissenschaftler
- Raoul Dufy (1877–1953), französischer Maler
- Raoul Follereau (1903–1977), französischer Schriftsteller und Journalist („Apostel der Leprakranken“)
- Raoul Heinrich Francé (1874–1943), österreich-ungarischer Botaniker, Mikrobiologe, Natur- und Kulturphilosoph
- Raoul Gehringer (1971–2018), österreichischer Komponist und Chorleiter
- Raoul Gunsbourg (1860–1955), rumänischer Operndirektor, Schriftsteller und Komponist
- Raoul Hausmann (1886–1971), österreichisch-deutscher Künstler des Dadaismus
- Raoul W. Heimrich (1964) deutscher Regisseur
- Raoul Kneucker (* 1938), österreichischer Rechtswissenschaftler und Verwaltungswissenschaftler
- Raoul Koczalski (1885–1948), polnischer Pianist und Komponist
- Raoul Korner (* 1974), österreichischer Basketballtrainer
- Raoul Lamourdedieu (1877–1953), französischer Bildhauer und Medailleur
- Raoul Marek (* 1953), Schweizer Künstler
- Raoul Manselli (1917–1984), italienischer Historiker
- Raoul Mutter (* 1991), Schweizer Fußballspieler
- Raoul Peck (* 1953), haitianischer Filmregisseur und Drehbuchautor sowie Politiker
- Raoul Petretta (* 1997), italienischer Fußballspieler
- Raoul Pugno (1852–1914), französischer Pianist, Organist, Komponist und Musikpädagoge
- Raoul Retzer (1919–1974), österreichischer Schauspieler
- Raoul Richter (1871–1912), deutscher Philosoph
- Raoul Roßmann (* 1985), deutscher Unternehmer
- Raoul Savoy (* 1973), schweizerisch-spanischer Fußballtrainer
- Raoul Schindler (1923–2014), österreichischer Psychotherapeut, Psychoanalytiker und Psychiater
- Raoul Wolfgang Schnell (1914–2003), deutscher Schauspieler, Hörspielsprecher, -regisseur und Autor
- Raoul Schrott (* 1964), österreichischer Schriftsteller
- Raoul Strohhäker (* 1987), deutscher Schachspieler
- Raoul Trujillo (* 1955), US-amerikanischer Schauspieler, Tänzer und Choreograf indianischer Abstammung
- Raoul Ubac (1910–1985), belgischer Maler, Fotograf und Bildhauer
- Raoul Verlet (1857–1923), französischer Bildhauer
- Raoul Voss (* 1983), deutscher Fußballspieler, Fußballtrainer und Unternehmer
- Raoul Wallenberg (1912–1952), schwedischer Diplomat
- Raoul Walsh (1887–1980), US-amerikanischer Filmregisseur
- Raoul Walton (* 1959), amerikanischer Musiker, Songwriter und Musikproduzent

## Familienname
- Alfred Raoul (1938–1999), kongolesischer Staatschef und Premierminister der Republik Kongo
- Désiré Raoul-Rochette (1789–1854), französischer Klassischer Archäologe
- Émilienne Raoul (* 1945), kongolesische Geographin und Politikerin
- Ilyes Raoul (* 2004), deutscher Schauspieler

## Literarische Gestalten
- Raoul de Nangis in Giacomo Meyerbeers Oper Die Hugenotten

## Orte
- Raoul (Georgia), im Habersham County
- Raoul Island, Hauptinsel der Kermadecinseln, Neuseeland